# Lisica
La Lisica (in russo Лисица?; nella parte superiore Большая Лисица, Bol'šaja Lisica; in lingua selcupa Лоӄӄа́й Кы) è un fiume della Russia siberiana, affluente di destra del fiume Ket' (bacino idrografico dell'Ob'). Scorre nel Verchneketskij rajon dell'Oblast' di Tomsk.

## Descrizione
La Lisica proviene da una zona paludosa nel nord-est della regione di Tomsk, vicino al confine con il Territorio di Krasnojarsk, a un'altezza di circa 166 m s.l.m. Il fiume scorre prima in direzione sud-est poi sud-ovest e svolta infine verso sud fino a incontrare il Ket' a nord della cittadina di Belyj Jar.
La Lisica ha una lunghezza di 414 km e il suo bacino è di 7 980 km². La sua portata media, a 41 km dalla foce, all'omonimo insediamento di Lisica, è di 56,04 m³/s. Il suo maggior affluente (da destra) è la Rajga, lungo 158 km.